# Шуньдэ
Шуньдэ́ (кит. упр. 顺德, пиньинь Shùndé) — район городского подчинения городского округа Фошань провинции Гуандун (КНР).

## История
Уезд Шуньдэ (顺德县) был выделен из уезда Наньхай во времена империи Мин в 1452 году.
После вхождения этих мест в состав КНР был создан Специальный район Чжуцзян (кит. упр. 珠江专区), и уезд вошёл в его состав. В 1952 году Специальный район Чжуцзян и Специальный район Сицзян (кит. упр. 西江区专) были объединены в Административный район Юэчжун (кит. упр. 粤中行政区). 
В 1955 году Административный район Юэчжун был упразднён; в результате административного передела провинции Гуандун появился Специальный район Фошань (кит. упр. 佛山专区), и уезд вошёл в его состав. В ноябре 1958 года Специальный район Фошань был переименован в Специальный район Гуанчжоу (кит. упр. 广州专区), а уезды Паньюй и Шуньдэ были 15 декабря 1958 года объединены в уезд Паньшунь (番顺县), но уже в январе 1959 года специальному району было возвращено прежнее название. В октябре 1959 года уезд Паньшунь был вновь разделён на уезды Паньюй и Шуньдэ. В 1970 году Специальный район Фошань был переименован в Округ Фошань (кит. упр. 佛山地区). 
1 июня 1983 года округ Фошань был расформирован, и уезд перешёл в состав нового городского округа Фошань.
26 марта 1992 года уезд Шуньдэ был преобразован в городской уезд.
Постановлением Госсовета КНР от 8 декабря 2002 года городской уезд Шуньдэ был преобразован в район городского подчинения.

## Административное деление
Район делится на 4 уличных комитета и 6 посёлков.

## Экономика
Шуньдэ является крупным центром по производству электробытовой техники, в том числе отопительных приборов. В районе расположена ювелирная фабрика Chow Sang Sang.

## Галерея

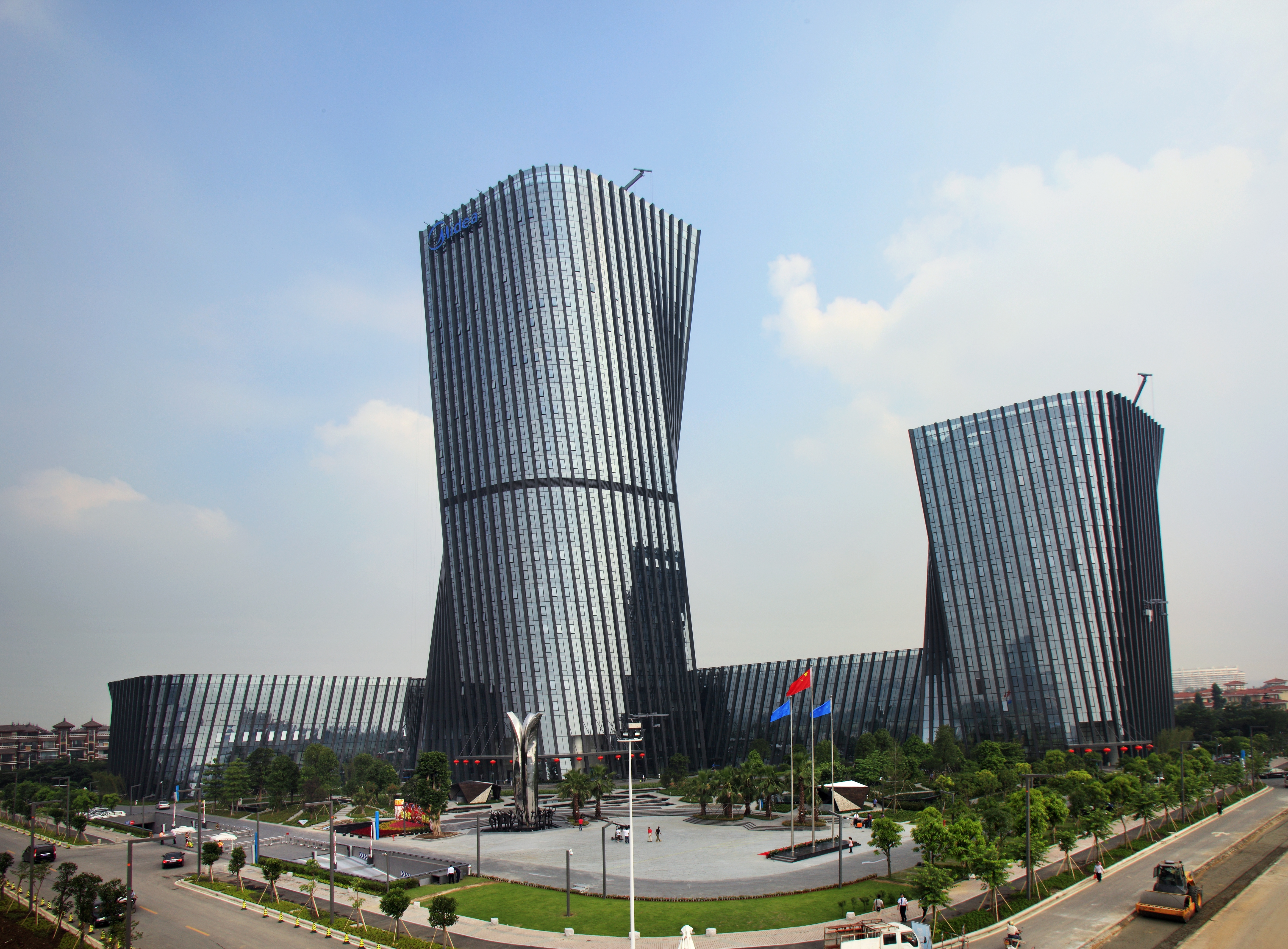
Штаб-квартира Midea
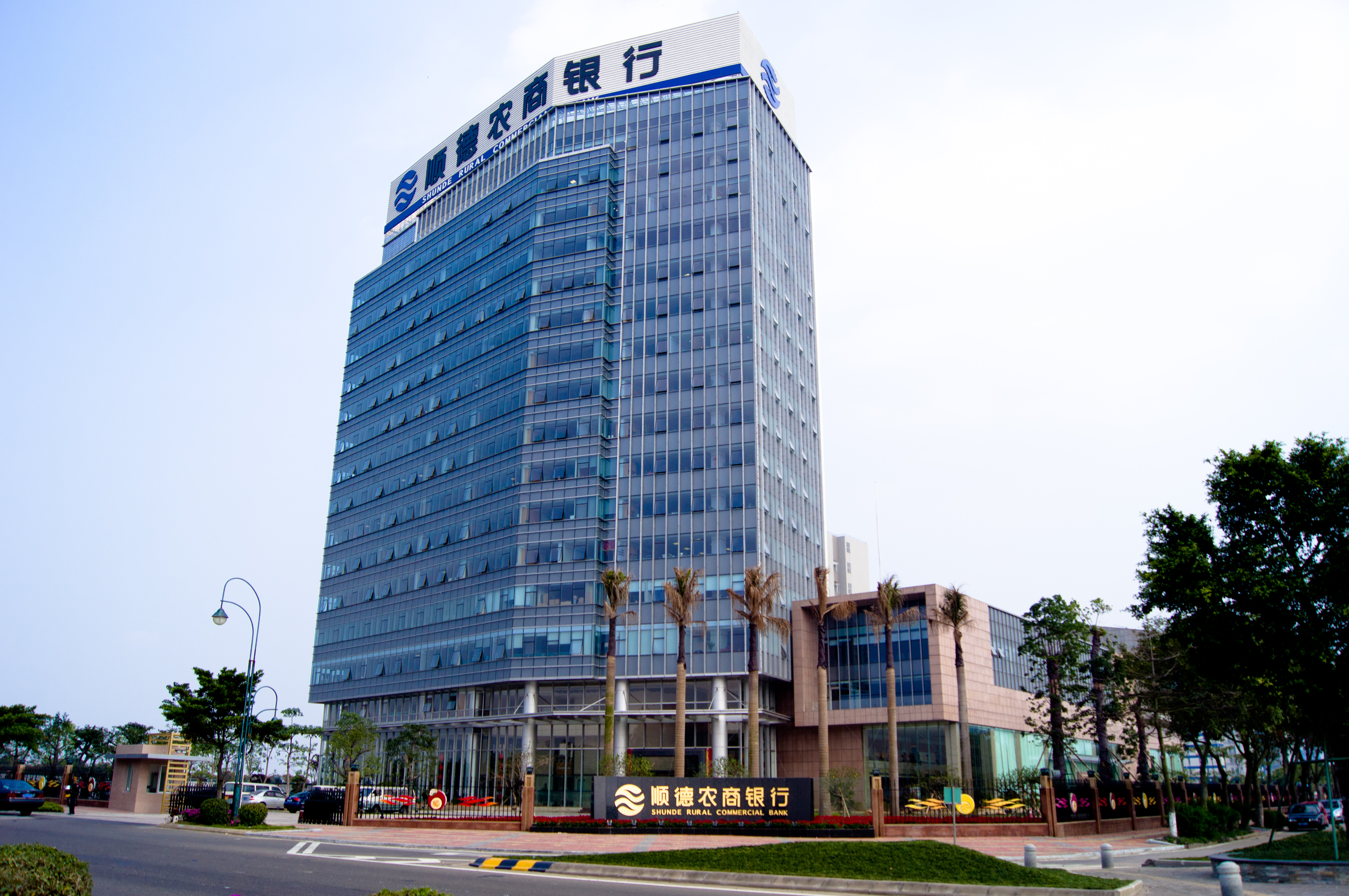
Штаб-квартира Shunde Rural Commercial Bank
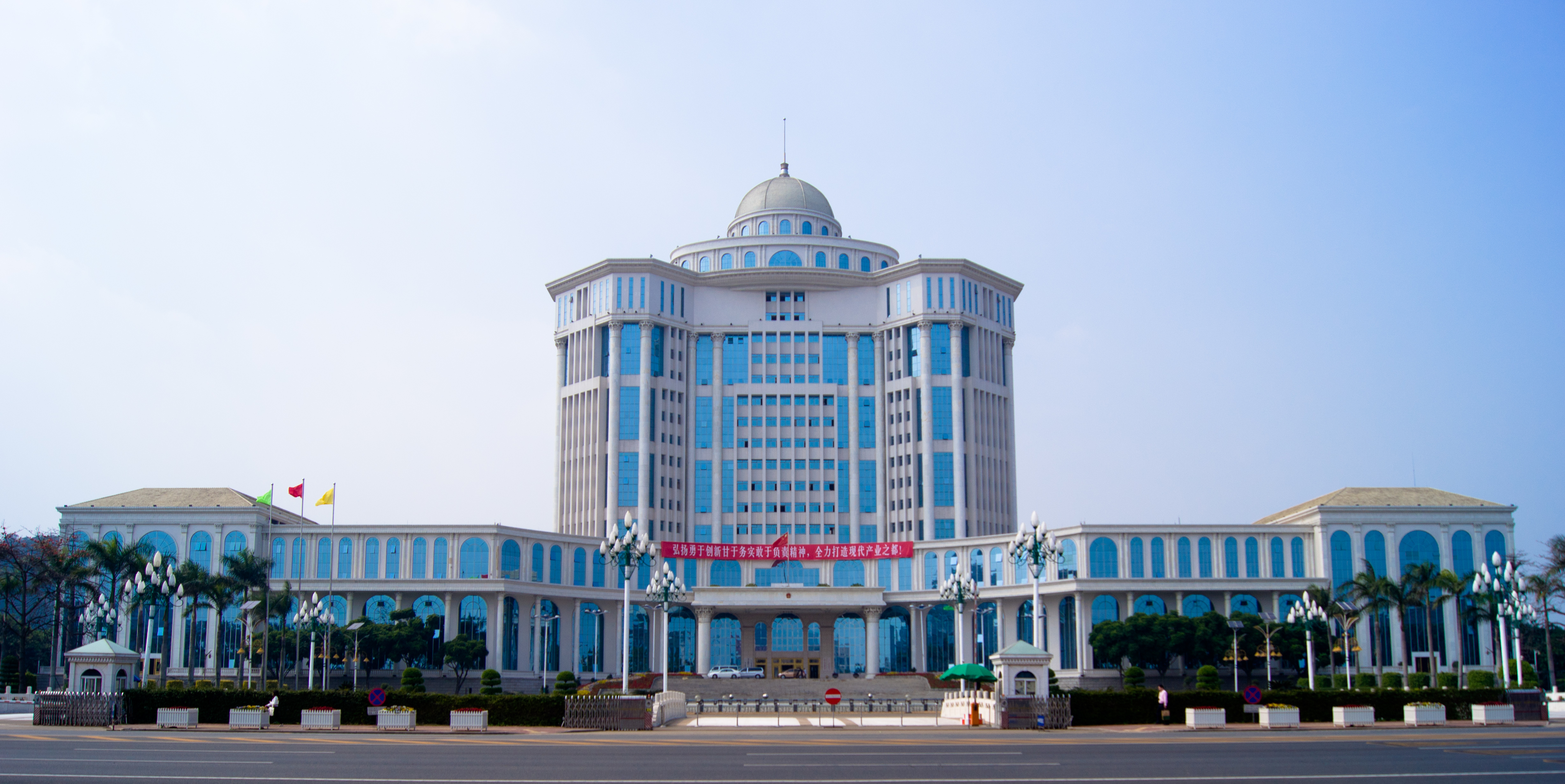
Правительство района
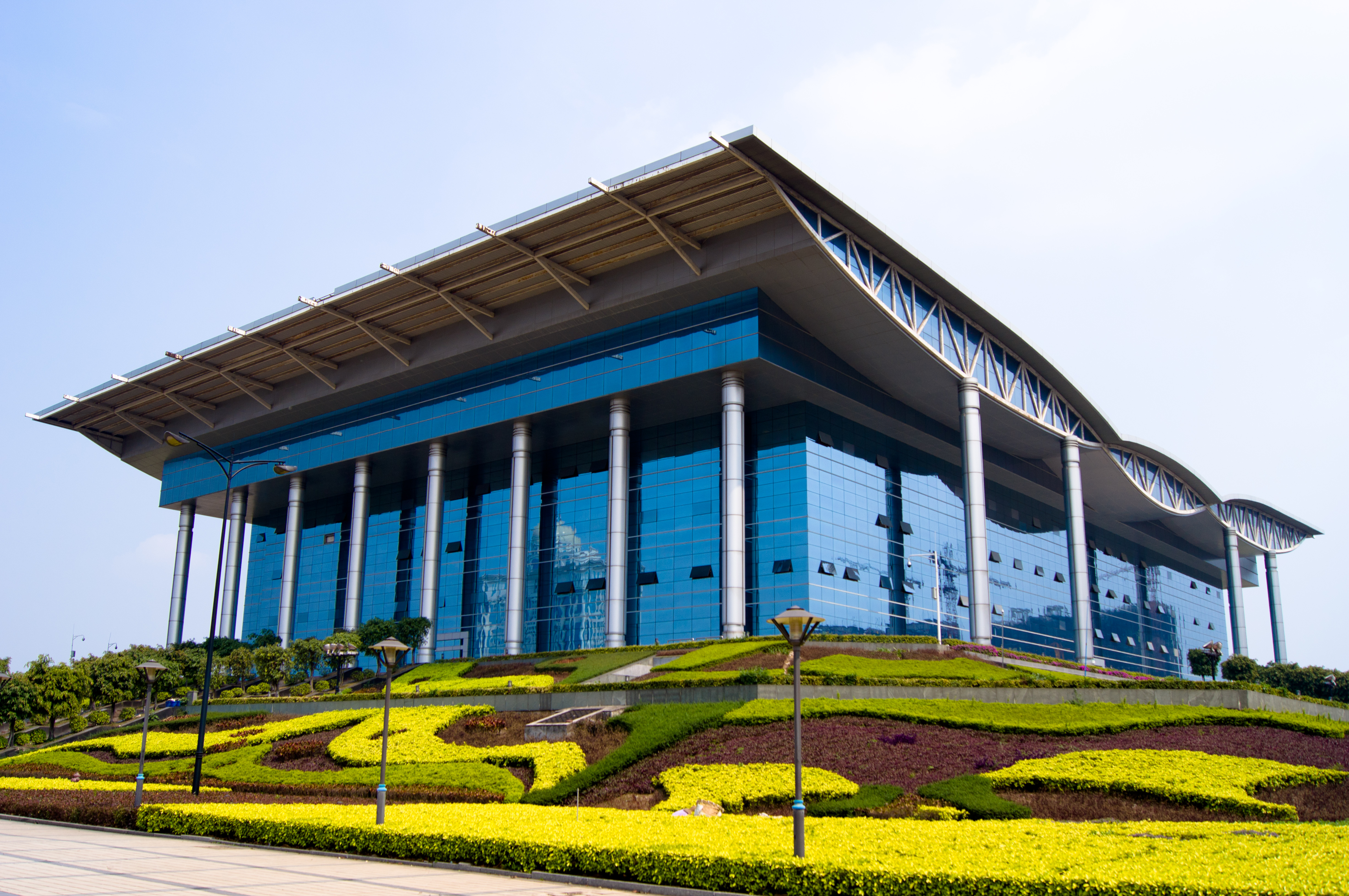
Центр административных услуг
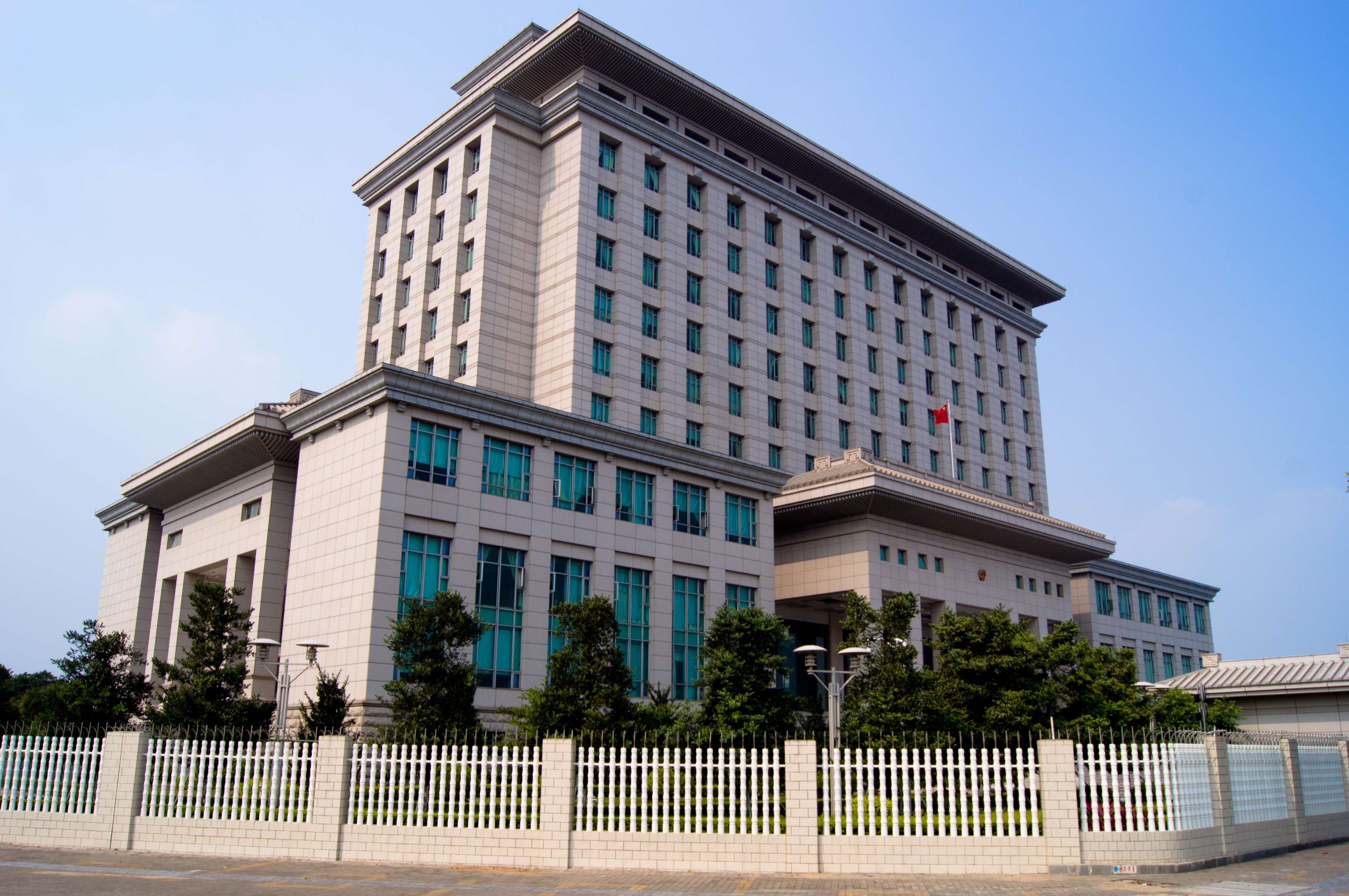
Здание прокуратуры
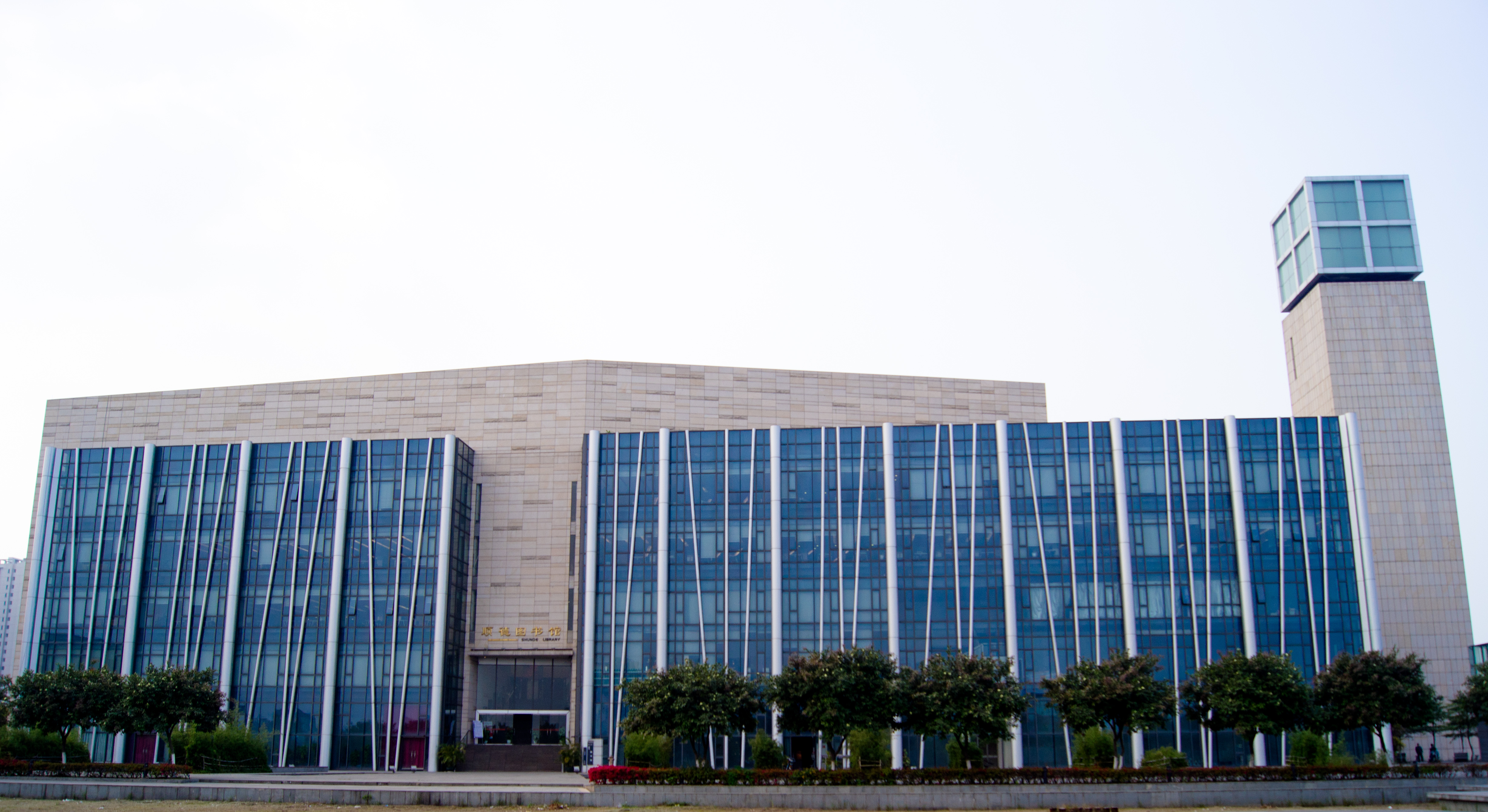
Библиотека
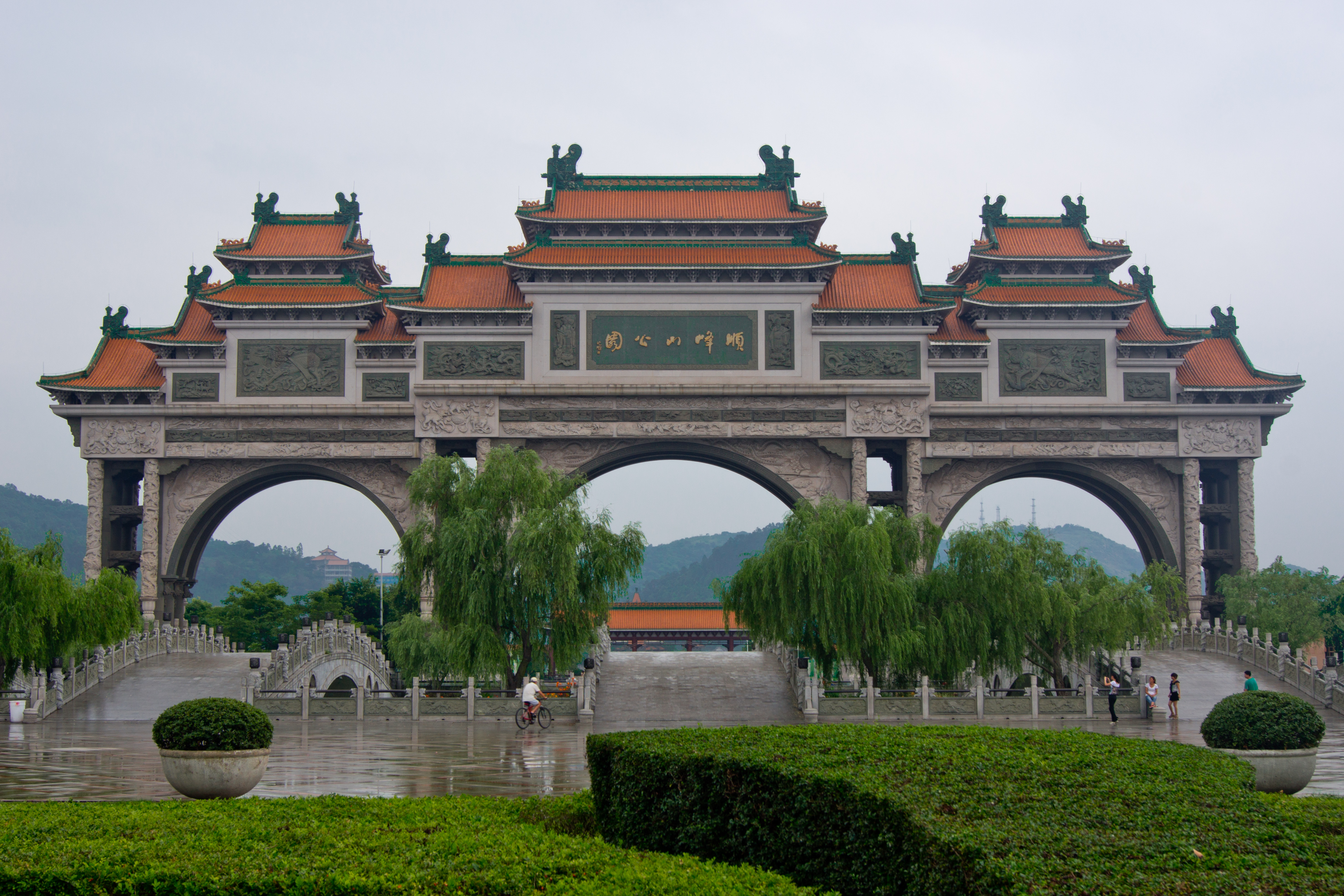
Парк Шуньфэншань
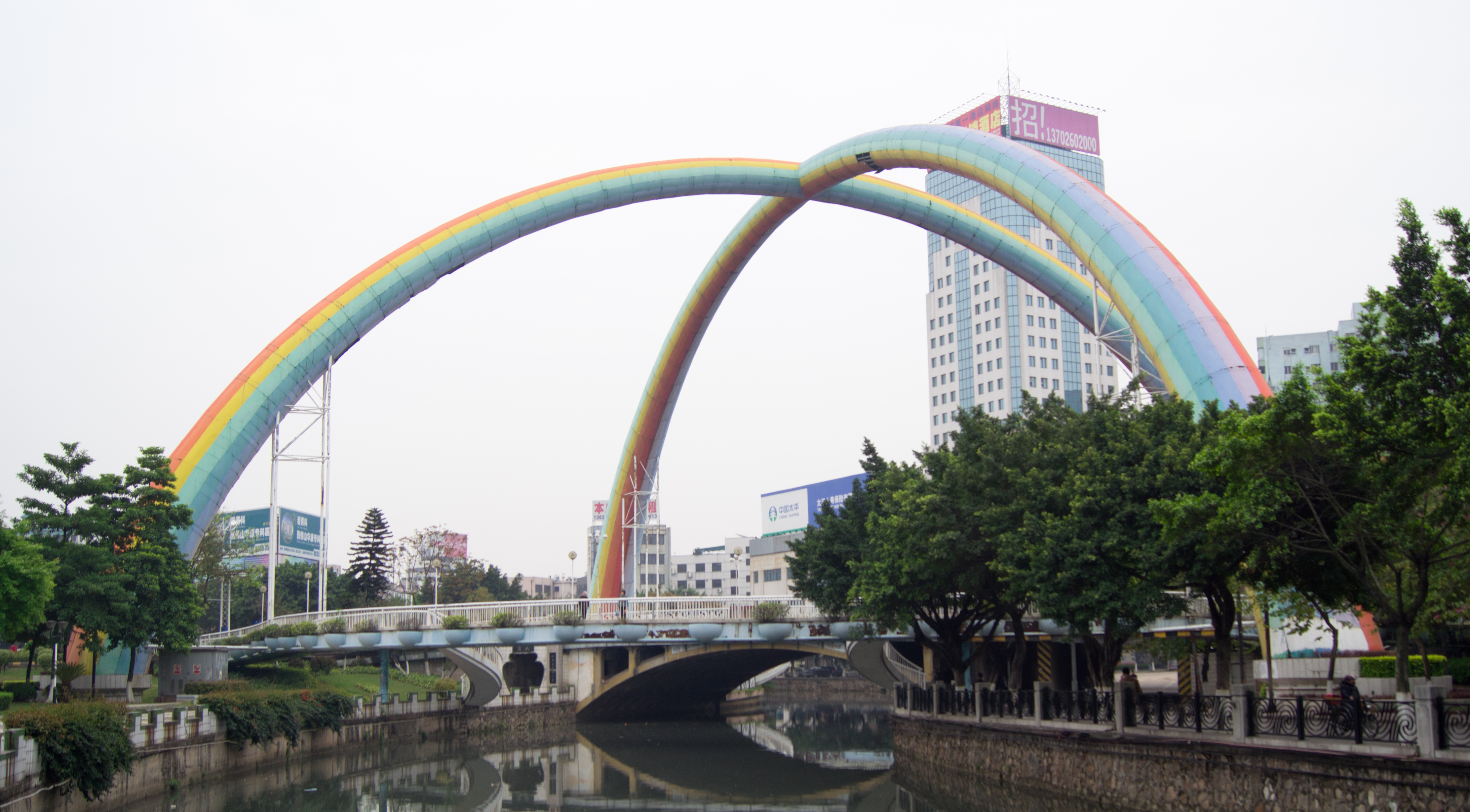
Радужный мост